# Martín Cortés (El Legítimo)
Martín Cortés y Ramírez de Arellano, zweiter Marqués del Valle de Oaxaca, auch mit dem Beinamen „El Legítimo“ belegt
(* 1532 in Cuernavaca (Mexico); † 1589 in Madrid), war ein Sohn des spanischen Eroberers Hernán Cortés und dessen zweiter Ehefrau Doña Juana Ramírez de Arellano de Zúñiga. Er war der erste legitime überlebende Sohn von Cortés und erbte dessen Titel und ein Großteil von dessen Vermögen.
Er ist nicht zu verwechseln mit seinem älteren gleichnamigen Halbbruder Martín Cortés, der oft mit dem Beinamen „El Mestizo“ bezeichnet wird und aus Cortés’ Beziehung mit Malinche geboren wurde.

## Biographie
Martín wuchs in Cuernavaca auf, reiste aber schon 1540 mit seinem Vater und seinen Halbbrüdern Martín und Luis nach Spanien und diente wie diese als Page am Hof von Karl V. und seinem Nachfolger Philipp II., und konnte mit diesem Freundschaft schließen. Ab 1557 kämpfte er in Flandern, das damals von Spanien beherrscht wurde, gegen die Niederländer in der Schlacht von Saint-Quentin. Er heiratete seine Nichte, Ana Ramírez de Arellano, die ihm seinen Erben, Fernando gebar.
1563 kehrte er ins Vizekönigreich Neuspanien zurück.
Dort wurde er begeistert empfangen, wurde aber vom amtierenden Vizekönig als Anstifter eines möglichen Aufstandes verdächtigt (1565–1568), angeklagt und wegen Hochverrat zum Tode verurteilt. Nach Begnadigung wurde er erneut in Spanien verurteilt, enteignet und in das damalig spanische Oran in Algerien verbannt. Er wurde 1574 rehabilitiert und erlebte die Rückgabe seiner Güter, durfte aber nicht nach Mexiko zurückkehren.